# 美園村
美園村（みそのむら）は、埼玉県南部、北足立郡に存在した村。1962年5月1日に浦和市および川口市に分村合併し消滅した。現在の行政区画ではさいたま市緑区および川口市にあたる。

## 歴史
- 1889年（明治22年）
  - 4月1日 - 町村制施行に伴い、戸塚村・西立野村・長蔵新田・久左衛門新田・藤兵衛新田が合併し、戸塚村となる[2]。
  - 4月1日 - 町村制施行に伴い、大門町・間宮村・差間村・北原村・下野田村・玄蕃新田が合併し、大門村となる[3][4]。
  - 4月1日 - 町村制施行に伴い、上野田村・中野田村・大崎村・南部領辻村・代山村・寺山村・高畑村および染谷村の一部が合併し、野田村となる[3][5]。
- 1956年（昭和31年）4月1日 - 戸塚村・大門村・野田村が合併し、美園村となる[3]。
- 1962年（昭和37年）5月1日 - 美園村のうち、旧大門村のうち差間・行衛（大字北原の小字）を除く区域と旧野田村が浦和市に、旧戸塚村と旧大門村のうち差間・行衛が川口市にそれぞれ編入され[3][1]、消滅する。以後浦和市側は「美園地区」、川口市側は「戸塚地区」と称される。

【以下は旧美園村域の歴史】
- 1973年（昭和48年）4月1日 - 国鉄武蔵野線東川口駅（計画時の仮称は「美園駅」）開業。
- 2001年（平成13年）5月1日 - 浦和市・大宮市・与野市が合併し、さいたま市が発足。
- 2003年（平成15年）4月1日 - さいたま市が政令指定都市に移行し、同市緑区の一部となる。
- 2001年（平成13年）3月28日 - 埼玉高速鉄道が開業。終着駅は旧美園村や美園地区にちなんで「浦和美園駅」と命名される。また東川口駅、戸塚安行駅が開業。
- 2017年（平成29年）2月18日 - 旧美園村域のうち、浦和東部第二地区土地区画整理事業の完了に伴い、上野田・大崎・高畑・下野田・寺山・中野田・玄蕃新田・南部領辻・大門の各一部から美園一丁目 - 六丁目が成立[6]。なお、同時に成立したさいたま市岩槻区美園東一丁目 - 三丁目は、旧美園村域ではなく旧新和村域である。